# Liste der Gouverneure von Tasmanien

Dienstflagge des Gouverneurs

Der Gouverneur von Tasmanien ist der Vertreter des britischen Monarchen, derzeit König Charles III., im australischen Bundesstaat Tasmanien. Der Gouverneur übt auf bundesstaatlicher Ebene dieselben konstitutionellen und zeremoniellen Funktionen aus wie der Generalgouverneur von Australien auf landesweiter Ebene.
In Übereinstimmung mit den Konventionen des Westminster-Systems handelt der Gouverneur heute fast ausschließlich gemäß dem Rat des Anführers der gewählten Regierung, in diesem Falle des Premierministers von Tasmanien. Der Gouverneur hat jedoch das Recht, den Premierminister zu entlassen.
Der Gouverneur bewohnt während seiner Amtszeit das Government House in Hobart.

## Vizegouverneure von Van-Diemens-Land (1804–1855)

### 1804–1813
Von 1804 bis 1813 war Van-Diemens-Land entlang des 42. Breitengrades in eine Nord- und eine Südhälfte unterteilt.
| Vizegouverneur (Nordhälfte)  | Vizegouverneur (Nordhälfte) | Vizegouverneur (Nordhälfte) |
| Name                         | Amtsantritt                 | Amtsaustritt                |
| ---------------------------- | --------------------------- | --------------------------- |
| William Paterson             | 1804                        | 1808                        |
| John Brabyn                  | 1808                        | 1810                        |
| G.A. Gordon                  | 1810                        | 1812                        |
| J. Ritchie                   | 1812                        | 1812                        |
| Vizegouverneur (Südhälfte)   |                             |                             |
| Name                         | Amtsantritt                 | Amtsaustritt                |
| David Collins                | 16. Februar 1804            | 24. März 1810               |
| Edward Lord (interimistisch) | März 1810                   | Juli 1810                   |
| John Murray                  | 1810                        | 1812                        |

### 1813–1855
| Vizegouverneur      | Vizegouverneur  | Vizegouverneur   |
| Name                | Amtsantritt     | Amtsaustritt     |
| ------------------- | --------------- | ---------------- |
| Thomas Davey        | 4. Februar 1813 | 9. März 1817     |
| William Sorell      | 9. März 1817    | 14. Mai 1824     |
| George Arthur       | 14. Mai 1824    | 29. Oktober 1836 |
| John Franklin       | 5. Januar 1837  | 21. August 1843  |
| John Eardley-Wilmot | 21. August 1843 | 13. Oktober 1846 |
| William Denison     | 25. Januar 1847 | 8. Januar 1855   |

## Gouverneure von Tasmanien
Ab 1855 wurden die Vertreter der englischen Krone in den Rang von Gouverneuren erhoben, Van-Diemens-Land wurde in Tasmanien umbenannt.
| Gouverneur                        | Gouverneur         | Gouverneur        |
| Name                              | Amtsantritt        | Amtsaustritt      |
| --------------------------------- | ------------------ | ----------------- |
| Henry Young                       | 8. Januar 1855     | 10. Dezember 1861 |
| Thomas Browne                     | 10. Dezember 1861  | 30. Dezember 1868 |
| Charles Du Cane                   | 15. Januar 1869    | 28. November 1874 |
| Frederick Weld                    | 13. Januar 1875    | 5. April 1880     |
| George Strahan                    | 7. Dezember 1881   | 20. Oktober 1886  |
| Robert Hamilton                   | 11. März 1887      | 30. November 1892 |
| Jenico Preston                    | 8. August 1893     | 14. August 1900   |
| Arthur Havelock                   | 8. November 1901   | 16. April 1904    |
| Gerald Strickland                 | 28. Oktober 1904   | 20. Mai 1909      |
| Harry Barron                      | 29. September 1909 | 8. März 1913      |
| William Ellison-Macartney         | 4. Juni 1913       | 31. März 1917     |
| Francis Newdegate                 | 6. Juni 1917       | 9. Februar 1920   |
| William Allardyce                 | 16. April 1920     | 26. Januar 1922   |
| James O’Grady                     | 29. Dezember 1924  | 23. Dezember 1930 |
| Ernest Clark                      | 4. August 1933     | 4. August 1945    |
| Hugh Binney                       | 24. Dezember 1945  | 8. Mai 1951       |
| Ronald Cross                      | 22. August 1951    | 4. Juni 1958      |
| Thomas Corbett, 2. Baron Rowallan | 21. Oktober 1959   | 25. März 1963     |
| Charles Gairdner                  | 24. September 1963 | 11. Juli 1968     |
| Edric Bastyan                     | 2. Dezember 1968   | 30. November 1973 |
| Stanley Burbury                   | 5. Dezember 1973   | 16. März 1982     |
| James Plimsoll                    | 1. Oktober 1982    | 8. Mai 1987       |
| Phillip Bennett                   | 19. Oktober 1987   | 2. Oktober 1995   |
| Guy Green                         | 2. Oktober 1995    | 3. Oktober 2003   |
| Richard Butler                    | 3. Oktober 2003    | 9. August 2004    |
| William Cox                       | 15. Dezember 2004  | 2. April 2008     |
| Peter Underwood                   | 2. April 2008      | 7. Juli 2014      |
| Kate Warner                       | 10. Dezember 2014  | 16. Juni 2021     |
| Barbara Baker                     | 16. Juni 2021      | amtierend         |